# Idiotephria
Idiotephria là một chi bướm đêm thuộc họ Geometridae.